# Equinoxe Infinity
Equinoxe Infinity — двадцатый студийный альбом французского музыканта и композитора Жана-Мишеля Жарра, выпущенный 16 ноября 2018 года лейблом Sony music. Он является продолжением знаменитого альбома Equinoxe, который был выпущен ровно 40 лет назад. Название альбома образовано из французского слова équinoxe (с фр. — «равноденствие») и английского infinity (с англ. — «бесконечность»).

## Список композиций
1. «The Watchers (Movement 1)» 2:57
2. «Flying Totems (Movement 2)» 3:53
3. «Robots Don’t Cry (Movement 3)» 5:44
4. «All That You Leave Behind (Movement 4)» 4:00
5. «If the Wind Could Speak (Movement 5)» 1:32
6. «Infinity (Movement 6)» 4:13
7. «Machines are Learning (Movement 7)» 2:07
8. «The Opening (Movement 8)» 4:16
9. «Don’t Look Back (Movement 9)» 3:35
10. «Equinoxe Infinity (Movement 10)» 7:32

## Обложка
Альбом тесно связан с темой «наблюдателей» (англ. watchers) — неизвестных созданий, наблюдающих за развитием человечества и пытающихся заглянуть в будущее, ожидающее человечество после того, как в его жизнь войдет искусственный интеллект. Наблюдатели были и на обложке оригинального альбома Equinoxe. Для нового альбома Филиппом Ходасом на основе работы Мишеля Гранже — автора обложки альбома 1978 года — были созданы две версии обложки, символизирующих два пути сотрудничества человечества и машин: оптимистичный, показывающий мирный горный пейзаж под голубым небом, и апокалиптический, на котором показана выжженная пустыня, засыпанная электронными компонентами и кабелями, посреди которой стоит фигура человека, потерявшего голову.
По словам Жан-Мишель Жарра при работе над альбомом его источником вдохновения стали эти изображения. Новую главу Equinoxe он создал как саундтрек к воображаемому сценарию. Также в альбоме он показал свой взгляд на развитие искусственного интеллекта, способного самостоятельно создавать музыку, фильмы и произведения искусства, и возможную роль человека в этом.